# Algéria hadereje
Algéria hadereje három haderőnemből áll: a szárazföldi haderőből, a légierőből és a haditengerészetből.

## Fegyveres erők létszáma
- Aktív: 136 700 fő
- Szolgálati idő a sorozottaknak: 18 hónap
- Tartalékos: 150 000 fő

## Szárazföldi erők
Létszám
120 000 fő
Állomány
- 2 harckocsi-hadosztály
- 2 gépesített hadosztály
- 1 légideszant-hadosztály
- 1 páncélos dandár
- 4 gyalogdandár
- 14 gyalogos zászlóalj
- 2 tüzérosztály

Felszerelés

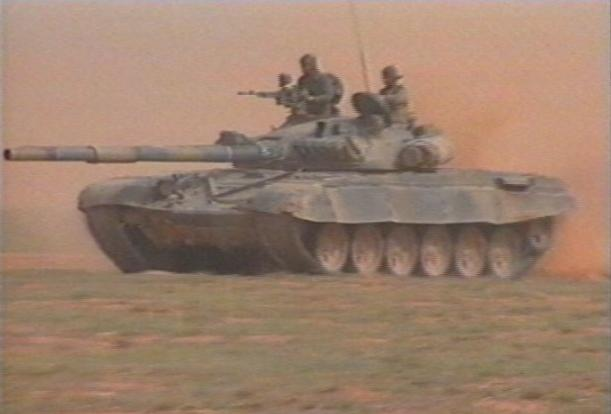
Algériai T-72 harckocsi

- 1089 db harckocsi (T–54/–55/–62/–72)
- 180 db harckocsi (T-90) ebből 102 db 2008-tól hadrendben, a többi 2012-től
- 85 db felderítő harcjármű (BRDM–2)
- 989 db páncélozott gyalogsági harcjármű (BMP–1/–2)
- 890 db páncélozott szállító jármű
- 603 db tüzérségi löveg: 418 db vontatásos, 185 db önjáró

## Légierő
Létszám
10 000 fő
Repülési idő a pilótáknak: 50 óra
Állomány
- 4 közvetlen támogató század
- 5 vadászrepülő-század
- 3 felderítő század
- 1 légi utántöltő század
- 2 szállítórepülő-század

Felszerelés

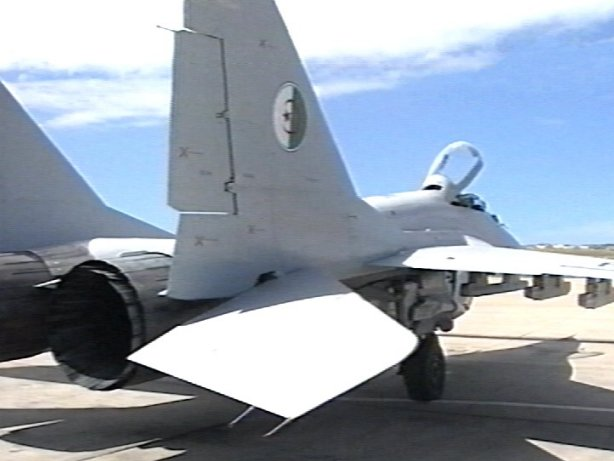
Algériai MIG-29 vadászgép

- 222 db harci repülőgép (MiG–21/–23/–25/–29, Szu–24,
- 6 db légi utántöltő repülőgép (Il–78)
- 27 db szállító repülőgép (C–130, Il–76)
- 60 db harci helikopter (Mi–8/–17/–24)
- 25 db szállító helikopter (Mi–4/–6/–8/–17, AS–355)

## Haditengerészet

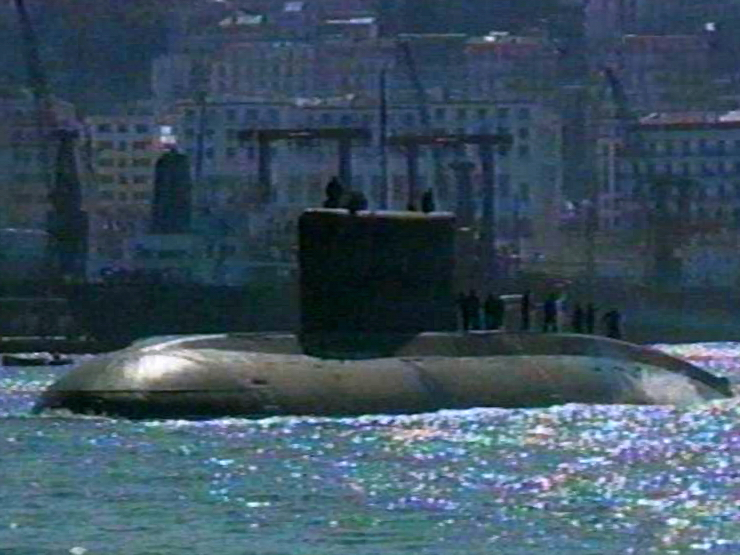
Algériai tengeralattjáró

Létszám
6700 fő
Hadihajók
- 2 db tengeralattjáró
- 3 db fregatt
- 5 db járőrhajó
- 3 db deszanthajó
- 3 db vegyes feladatú hajó